# Pinara (djur)
Pinara är ett släkte av fjärilar. Pinara ingår i familjen ädelspinnare.

## Dottertaxa tillPinara, i alfabetisk ordning[1]
- Pinara adusta
- Pinara albida
- Pinara apicalis
- Pinara australasiae
- Pinara calligama
- Pinara cana
- Pinara chlorosacca
- Pinara cinerata
- Pinara cycloloma
- Pinara decorata
- Pinara divisa
- Pinara erubescens
- Pinara fervens
- Pinara flexicosta
- Pinara guttularis
- Pinara intemerata
- Pinara marginata
- Pinara metaphaea
- Pinara nana
- Pinara nasuta
- Pinara nasutula
- Pinara obliqua
- Pinara obscura
- Pinara parvigutta
- Pinara plinthopa
- Pinara pudorina
- Pinara rubida
- Pinara rufescens
- Pinara saturata
- Pinara sesioides
- Pinara simonis
- Pinara sobria
- Pinara spodopa